# Jimmy Hebert
Jimmy Hebert, né le 1er juillet 1972 à Paris, est un footballeur professionnel français. 
Ce milieu de terrain défensif marque  par sa fidélité le Stade Malherbe Caen, dont il porte le maillot pendant dix saisons.

## Carrière
Jimmy Hebert arrive en 1988 à l'USL Dunkerque en provenance de Saint-Ouen-l'Aumône. Ce milieu de terrain polyvalent, mesurant 1,83 m, y découvre le haut-niveau et évolue pendant plus de cinq saisons en deuxième division. 
En 1996, le Stade Malherbe Caen, de retour dans l'élite, le recrute pour compléter son effectif. Il participe à seize rencontres de championnat et ne peut empêcher la rechute du club normand en D2. Il devient alors un titulaire à part entière au milieu de terrain ou en défense centrale et participe aux sept saisons consécutives du club à ce niveau. Lors de la saison 1999-2000, alors qu'il est devenu le capitaine malherbiste, il inscrit dix buts, ce qui en fait le meilleur buteur du club avec Christophe Horlaville. 
En 2004, le SM Caen est promu en première division ; il est alors le seul joueur de l'effectif à avoir connu l'élite. Après une bonne première partie de saison, où il porte encore parfois le brassard de capitaine, il perd sa place et ne peut empêcher le club d'être de nouveau relégué. Il participe cependant à la finale de la coupe de Ligue perdue face au RC Strasbourg. 
Cette saison en Ligue 1 sonnera en fait la fin de sa carrière. Il dispute ses deux derniers matchs en équipe première en août 2005, et ne dispute plus de match en équipe première par la suite. Le vendredi 12 mai 2006, il donne avec ses deux enfants le coup d'envoi de la rencontre SM Caen - US Créteil, qui clôt la dernière saison de son contrat, qu'il n'a quasiment pas pu honorer. 
Sa carrière terminée, il reprend un temps la Casa, l'établissement situé dans l'enceinte du stade Michel-d'Ornano, puis ouvre un club de sport dans la ville de Caen.

## Statistiques
Au cours de sa carrière, Jimmy Hebert dispute notamment 489 matches de championnat de France, dont la grande majorité en deuxième division.
| Saison                | Club                  | Championnat           | Championnat | Championnat | Coupe nationale | Coupe nationale | Coupe de la Ligue | Coupe de la Ligue | Total | Total |
| Saison                | Club                  | Division              | M.          | B.          | M.              | B.              | M.                | B.                | M.    | B.    |
| 1990-1991             | USL Dunkerque         | Division 2            | 23          | 0           | 1               | 0               | -                 | -                 | 24    | 0     |
| 1991-1992             | USL Dunkerque         | Division 2            | 32          | 2           | 2               | 0               | -                 | -                 | 34    | 2     |
| 1992-1993             | USL Dunkerque         | Division 2            | 31          | 3           | 0               | 0               | -                 | -                 | 31    | 3     |
| 1993-1994             | USL Dunkerque         | Division 2            | 35          | 1           | 0               | 0               | -                 | -                 | 35    | 1     |
| 1994-1995             | USL Dunkerque         | Division 2            | 37          | 1           | 1               | 0               | 3                 | 0                 | 41    | 1     |
| 1995-1996             | USL Dunkerque         | Division 2            | 39          | 1           | 1               | 0               | 2                 | 0                 | 42    | 1     |
| 1996-1997             | Stade Malherbe Caen   | Division 1            | 17          | 1           | 3               | 0               | 3                 | 0                 | 23    | 1     |
| 1997-1998             | Stade Malherbe Caen   | Division 2            | 40          | 2           | 4               | 0               | 1                 | 0                 | 45    | 2     |
| 1998-1999             | Stade Malherbe Caen   | Division 2            | 36          | 2           | 0               | 0               | 1                 | 0                 | 37    | 2     |
| 1999-2000             | Stade Malherbe Caen   | Division 2            | 37          | 9           | 0               | 0               | 1                 | 1                 | 38    | 10    |
| 2000-2001             | Stade Malherbe Caen   | Division 2            | 35          | 2           | 2               | 0               | 1                 | 0                 | 38    | 2     |
| 2001-2002             | Stade Malherbe Caen   | Division 2            | 34          | 3           | 1               | 0               | 1                 | 0                 | 36    | 3     |
| 2002-2003             | Stade Malherbe Caen   | Ligue 2               | 35          | 3           | 1               | 0               | 1                 | 0                 | 37    | 3     |
| 2003-2004             | Stade Malherbe Caen   | Ligue 2               | 35          | 0           | 3               | 0               | 1                 | 0                 | 39    | 0     |
| 2004-2005             | Stade Malherbe Caen   | Ligue 1               | 21          | 0           | 2               | 0               | 3                 | 0                 | 26    | 0     |
| 2005-2006             | Stade Malherbe Caen   | Ligue 2               | 2           | 0           | 1               | 0               | 0                 | 0                 | 3     | 0     |
| Total sur la carrière | Total sur la carrière | Total sur la carrière | 489         | 30          | 22              | 0               | 18                | 1                 | 529   | 31    |

## Palmarès
- Finaliste de la Coupe de la Ligue en 2005 (SM Caen)
- 1er match en D1 : SM Caen - Olympique lyonnais (1-1) le 24 août 1996